# Kolarinsaari
Kolarinsaari, Nederlands: eiland nabij Kolari, is het grootste eiland in de Muonio dat bij Finland hoort. Er ligt het dorp Kolarinsaari op het eiland met dezelfde naam. De Muonio ligt daar op de grens tussen Finland en Zweden. Kolarinsaari splitst de Muonio in een westelijke tak, die grensrivier blijft en een oostelijke tak die helemaal in Finland ligt. Het eiland heeft via de zuidpunt een oeververbinding met Kolari in Finland. Het eiland is ongeveer 500 hectare groot.
Er liggen verschillende eilanden naast Kolarinsaari aan de kant van Finland in de Muonio, waaronder gerekend met de stroom mee Kokko, Pyysaari en Alanen.
Kenttäsaari nabij Maunu · Alasaari nabij Karesuando · Kivisaari · Lintiputaansaari · Ungelosaari · Alasaari nabij Palojoensuu · Järämänsaari · Hirvassaari · Niittysaari · Koivusaari (Zweeds) · Palsarinsaari · Kenttäsaari ·  Alkkulasaari · Koivusaari (Fins) · Viiksinsaari · Rukomasaari · Ojasensaari · Luhtasaari · Laurukainen · Naapankisaari · Kihlangisaari · Iso Aareansaari · Vekarasaari · Kolarinsaari · Kokko · Väylänsaari · Pyysaari · Alanen · Lompolonsaari